# سبيدة (سفلى أردستان)
سبیدة (بالفارسية: سپیده) هي قرية تقع في إيران في Sofla Rural District. يقدر عدد سكانها بـ 74 نسمة بحسب إحصاء 2016.